# Melbourne Ice
Melbourne Ice je australský klub ledního hokeje, který hraje v Australian Ice Hockey League, nejvyšší hokejové soutěži v zemi. Své domácí zápasy hraje v hale Medibank Icehouse na melbournském předměstí Docklands.
Do australské ligy vstoupil klub v roce 2002. V prvních dvou sezónách si připsal několik nelichotivých rekordů v počtu porážek, postupně se však kádr stabilizoval a tým se zlepšoval. V roce 2006 vyhrál základní část ligy a získal tak V.I.P. Cup, ve finále play-off však podlehl týmu Newcastle North Stars. Zatím největším úspěchem klubu je vítězství v australské lize a zisk Goodall Cupu v roce 2010.